# NGC 4004
NGC 4004 ist eine aktive Balken-Spiralgalaxie vom Hubble-Typ SBdm pec mit ausgedehnten Sternentstehungsgebieten im Sternbild Löwe auf der Ekliptik. Sie ist schätzungsweise 150 Millionen Lichtjahre von der Milchstraße entfernt und hat einen Durchmesser von etwa 80.000 Lichtjahren. Gemeinsam mit IC 2982 bildet sie das gravitativ gebundene Galaxienpaar Holm 312.
Im selben Himmelsareal befinden sich u. a. die Galaxien NGC 3988, NGC 4008, NGC 4016, NGC 4017.
Das Objekt wurde am 11. April 1785 von Wilhelm Herschel entdeckt.